# Регистрирующие структуры (биология)
Регистрирующие структуры — структуры костной ткани животных — слоистые по своей морфологии — наглядно демонстрируют ростовые слои. Изучение регистрирующих структур широко используется в скелетохронологии и цементохронологии. Рост костей за счет отложения новых слоев ткани и сохранение этих слоев при перестройке кости, позволяет определить возраст животного. Основные регистрирующие структуры наземных позвоночных — это костная ткань, ткани зуба и роговые образования. Ростовые слои имеют разную периодичность формирования, от сезонных до суточных и даже внутрисуточных.

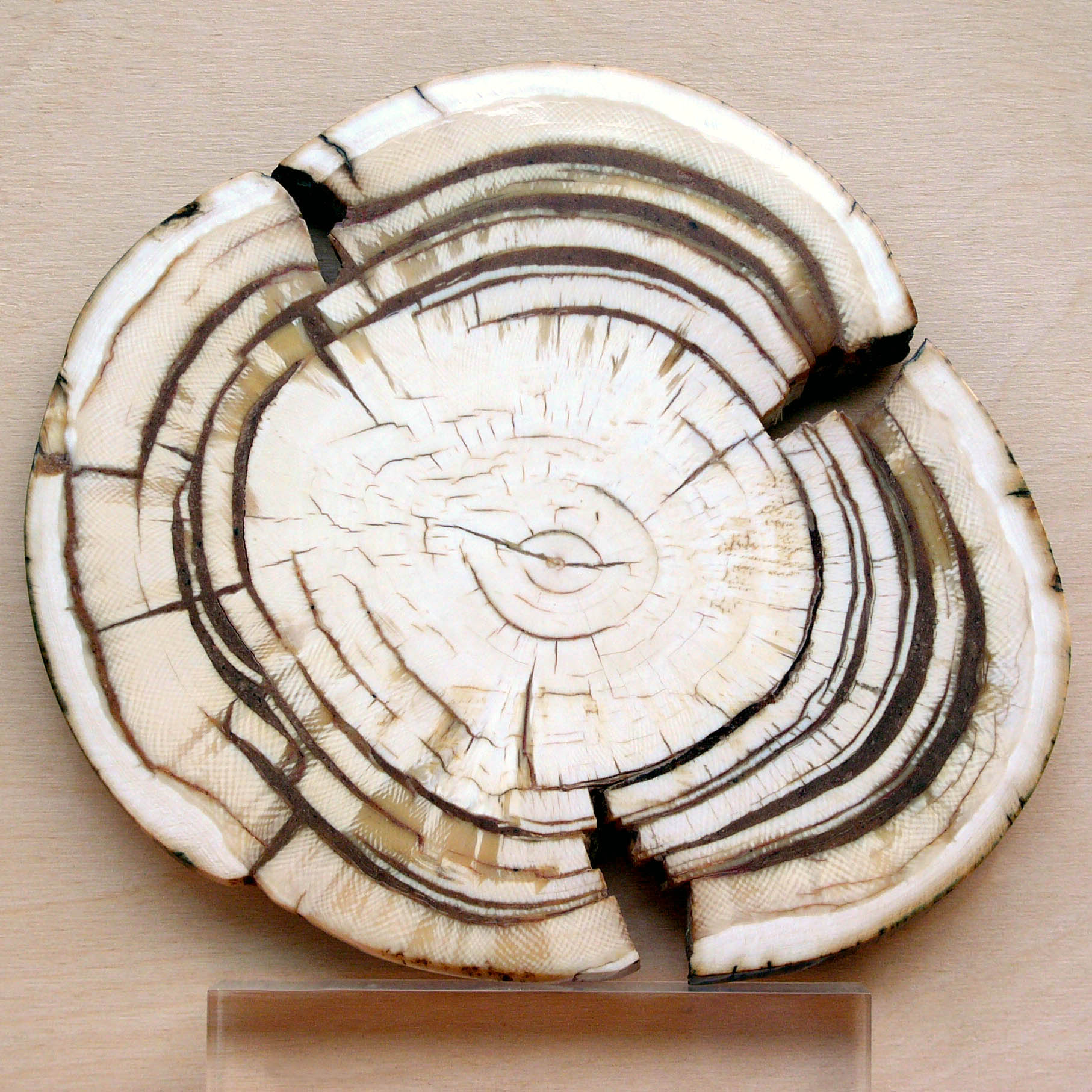
Ростовые слои заметные в поперечном срезе бивня (резца) мамонта.

Рост костей в толщину происходит за счет отложения новых слоев ткани со стороны покрывающего кость снаружи периоста и выстилающего костномозговую полость изнутри эндоста. Слои ткани разделены линиями, образующимися в результате остановки процесса аппозиции ткани. Термин «регистрирующие структуры» был предложен для таких анатомических структур организма, которые в процессе своего роста фиксируют изменения физиологического состояния особи, меняя морфологию формирующихся частей, и длительное время сохраняют эти изменения.

## История
Термин «регистрирующие структуры» впервые был предложен сотрудником Института биологии развития им. Н. К. Кольцова Г. А. Клевезаль. В своей совместной работе 1970 года Г. А. Клевезаль и М. В. Мина сразу предположили значительный интерес к методике определения возраста по регистрирующим структурам со стороны археологов, антропологов и судебных патологов, однако потребовалось 12 лет, чтобы воспроизвести эксперимент на человеческих зубах. Метод до сих пор актуален потому как дает прямой доступ к возрасту объекта исследований на момент смерти и представляет особый интерес для судебно-медицинской антропологии.

## Интересные факты
- Метод определения возраста по регистрирующим структурам был применен также для оценки скорости роста динозавров, однако в данном случает оценка осложняется тем, что так называемые «годичные кольца» на срезе костей могли закладываться чаще, чем один раз в год, что свойственно современным эндотермам, и таким образом нивелировать все получаемые в подобных исследованиях результаты[10].

- Методика, предложенная Клевезаль, нашла отражение в массовой культуре. Так в 5 серии 2 сезона американского сериала Орвилл (примерно на 17-й минуте) у главных героев берут пробу дентина и определяют по ней дату рождения.